# Кимельфельд, Давид
Дави́д Кимельфе́льд (фр. David Kimelfeld; род. 17 июня 1961, Лион, Франция) — французский политик, с 10 июля 2017 по 2 июля 2020 года — президент Лионской метрополии.

## Биография
Родился 17 июня 1961 года в третьем округе Лиона в семье мелких коммерсантов. В 1980 году, после окончания коллежа, не смог сдать выпускные экзамены, в результате чего не получил высшего образования. Окончил курсы медбратьев и два года работал по этой специальности. В 1983 году вступил в Социалистическую партию Франции и в том же году попытался выставить свою кандидатуру на муниципальных выборах в Бринье (департамент Рона, но потерпел поражение. С 1990 по 1999 год занимался бизнесом и оставил политическую деятельность. В 2001 году стал первым заместителем мэра 4-го округа Лиона. С 2008 года — первый заместитель президента Лионской метрополии по экономическим вопросам. С 2011 года — мэр 4-го округа Лиона (переизбран в 2014 году). С 2012 года — первый секретарь федерального совета Социалистической партии от департамента Рона. В 2016 году тогдашний президент Лионской метрополии и одновременно мэр Лиона Жерар Коллон заявил о своём желании покинуть в 2020 году пост мэра и объявил Давида Кимельфельда своим преемником.
После победы на президентских выборах 2017 года Эмманюэля Макрона и назначения Жерара Коллона министром внутренних дел в правительстве Эдуара Филиппа, принял решение участвовать в досрочных выборах президента Лионской метрополии. 10 июля 2017 года избран её вторым президентом как кандидат от партии президентского большинства «Вперёд, Республика!». Получил 92 голоса из 157, в то время как его основная соперница Вероник Сарселли — мэр Сент-Фуа-ле-Лион, кандидат от партии «Республиканцы» — лишь 40.
2 июля 2020 года новым президентом метрополии избран представитель победившей на новых муниципальных выборах партии Европа Экология Зелёные Брюно Бернар (он получил голоса 84 депутатов, а Кимельфельд — 2).

### Семья
Женат вторым браком, трое детей.